# USS Prince William (CVE-31)
Pour les autres navires du même nom, voir USS Prince William.
Le USS Prince William, désigné AVG-31 puis ACV-31 et finalement CVE-31, était un porte-avions d'escorte, de classe Bogue construit pour la Marine américaine pendant la Seconde Guerre mondiale.

## Construction
Le Prince William fait partie de la Classe Bogue, des porte-avions d'escorte construits dans l'urgence au début du conflit. Il doit son nom à la baie du Prince-William, sur la rive sud de l'Alaska. C'est le deuxième navire de la classe à porter ce nom. Le nom a en effet été d'abord attribué au CVE-19, mais ce navire est cédé à la Royal Navy qui le renomme HMS Strike. Le nom est alors réattribué à une autre coque.
C'est le premier de la deuxième série de Bogue à avoir été commandé, et le seul d'entre eux à ne pas avoir été transféré aux Britanniques.

## Service pendant la guerre
Fin 1943 et début 1944, le navire effectue surtout du transport d'avions, convoyant les appareils vers différents théâtres de combat : Nouvelle-Calédonie, Samoa, Vanuatu, etc. Au printemps 1944, il prend brièvement un rôle de navire-école pour les pilotes de l'aéronavale devant se familiariser avec l'appontage. Il reprend un rôle de transport d'avions, cette fois au profit de l'Australie, avant d'être transféré vers l'Atlantique. À Norfolk, il reçoit un système de navigation LORAN. Il reprend des missions d'entrainement et de transport d'avion, cette fois vers le Maroc. Pendant les dernières semaines de guerre, il est à nouveau affecté au Pacifique, après la capitulation japonaise il participe au rapatriement des soldats déployés,.

## Devenir
Transféré à la flotte de réserve en 1946, le CVE-31 est conservé en réserve jusqu'à la fin des années 50. Il est redésigné en CVHE (porte-hélicoptère d'escorte) en 1955, radié en 1959 et vendu pour ferraille au Japon en 1961, contrairement à d'autres navires de la classe qui sont réactivés dans un rôle de transport dans les années 1960.

## Galerie d'images

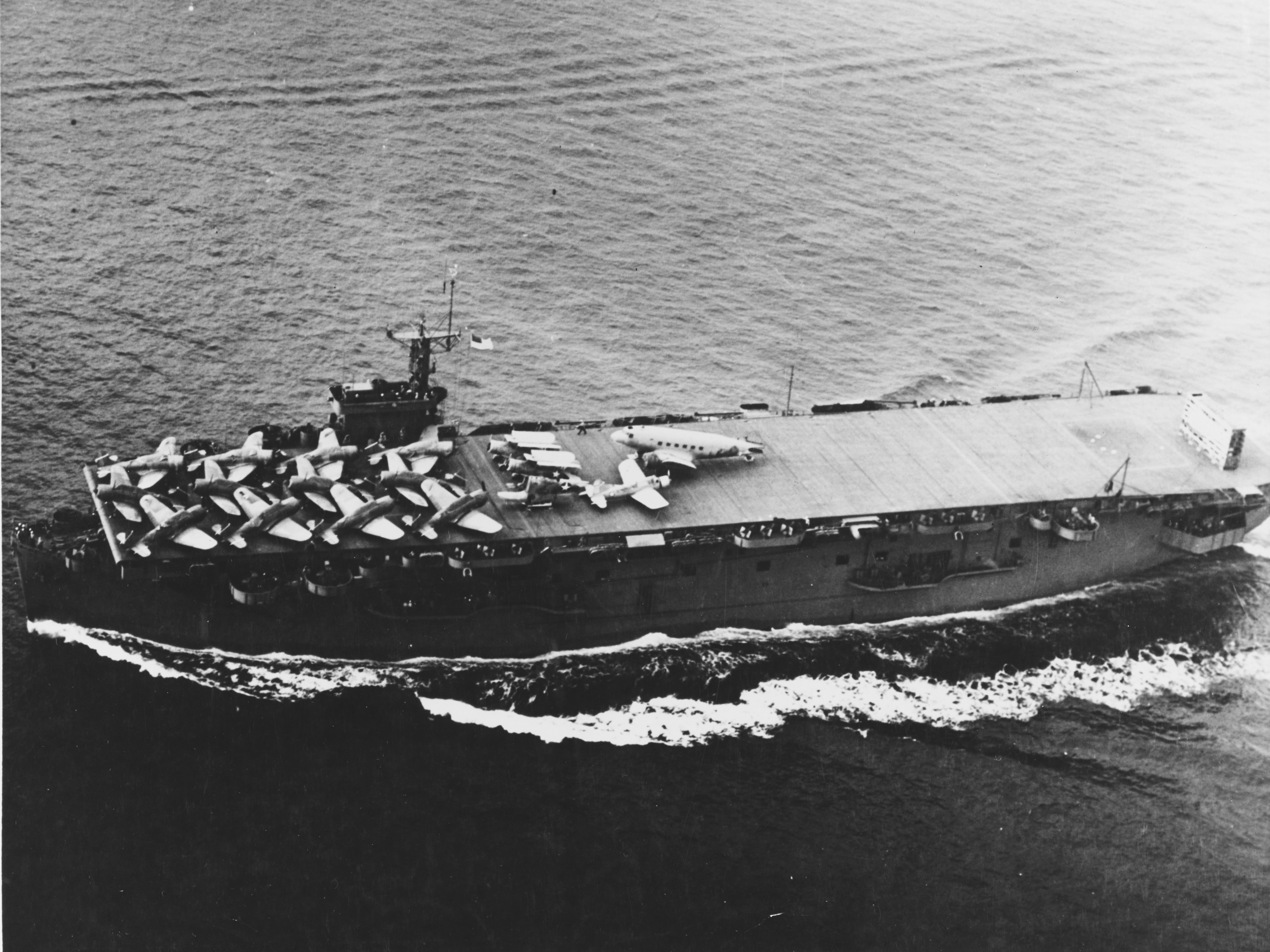
Dans le Pacifique en 1943, transportant des avions (deux sont partiellement démantelés)
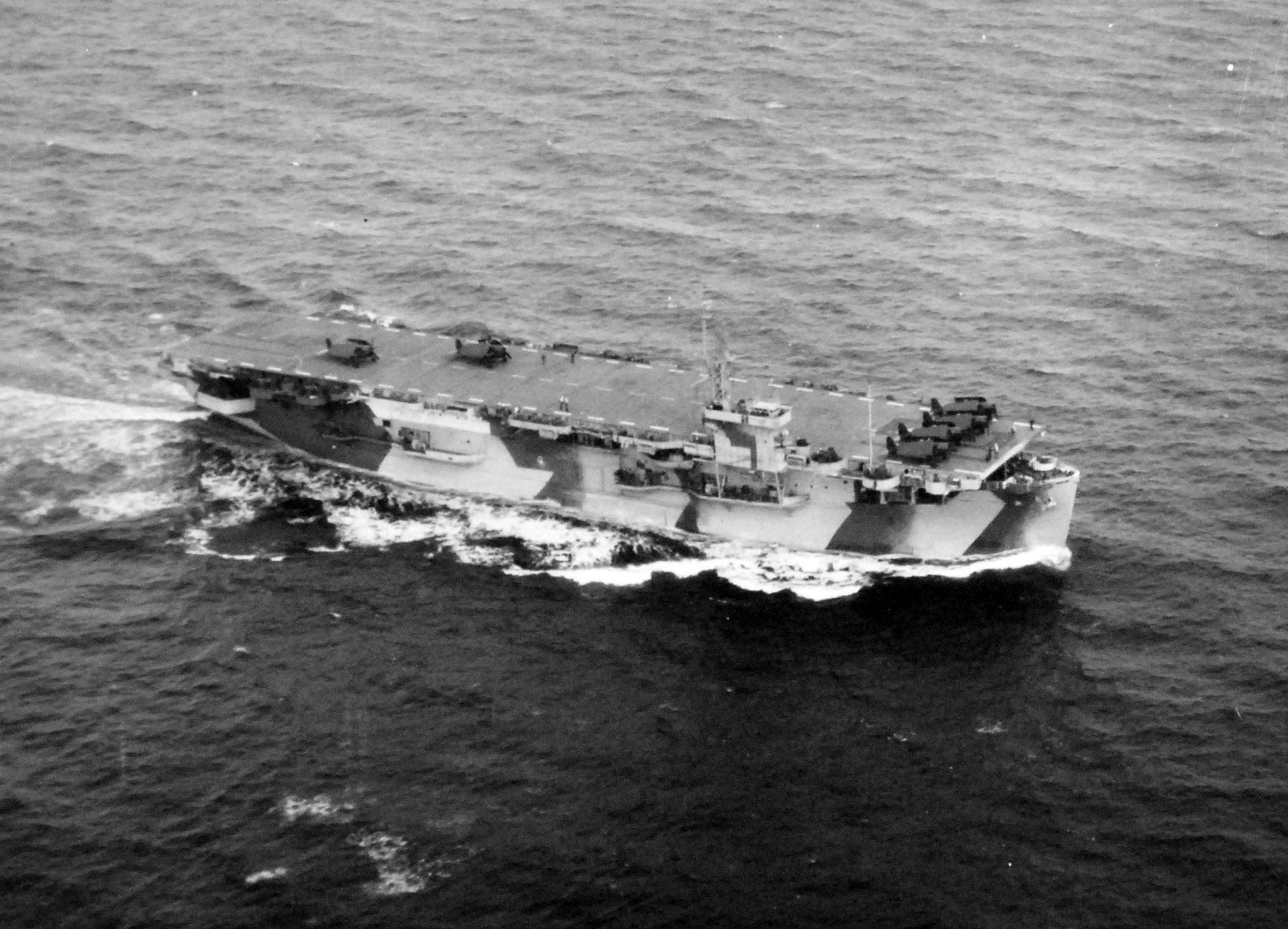
En 1944, avec peinture de camouflage